# Harpyhaliaetus
Harpyhaliaetus is een voormalig geslacht van vogels uit de familie havikachtigen (Accipitridae). Het geslacht telde 2 soorten.

## Soorten
- Harpyhaliaetus coronatus (Kransarend)
- Harpyhaliaetus solitarius (Amerikaanse zwarte arend)